# 靈魂重生
《靈魂重生》是Domundi TV制作，由哈里特·布阿約伊（Keng）與納帕沙功·平穆昂（Namping）主演的泰國同志愛情劇。劇情改編自作家Cali的同名小說。此劇於2025年8月9日起，每周六晚10時15分在One 31電視台播出。 

## 劇情簡介
Khem生於被詛咒的家庭，家族中所有男生都活沒不過20歲。他的母親為了讓兒子逃過一劫，特意為他改了Khemjira這個女生名字。然而，在他19歲生日之際，護身符突然斷裂。駭人事情接踵而來，他不得不向巫師Pharan求救。

## 演員陣容

### 主要人物
- 哈里特·布阿約伊（Keng）飾演 Pharan
- 納帕沙功·平穆昂（Namping）飾演 Khemjira

### 其他人物
- 瓦納功·魯拉特（FirstOne）飾演 Jettana
- 馬提曼·斯布魯安（Tle）飾演 Chanwit
- 阿薩達蓬·西里瓦塔納昆（Green）飾演 Ramphueng
- 珍妮斯塔·普帕龍奇(Janis) 飾演 Khemmika
- 納塔蒙·詹特拉維帕（Natty）飾演 Jintana
- 珍妮斯·奧帕拉斯（Jennis）飾演 Jane（Jettana的姊姊）
- 皮倫瓦·普拉特（Pung）飾演 Chayos

## 劇集原聲帶
| 《靈魂重生》劇集原聲帶 | 《靈魂重生》劇集原聲帶 |
| 曲序                   | 曲目                   |
| ---------------------- | ---------------------- |

## 現場演出

### 粉絲見面會
| 年份   | 日期   | 粉絲見面會名稱         | 國家/地區 | 演出場地           | 來源  |
| ------ | ------ | ---------------------- | --------- | ------------------ | ----- |
| 2025年 | 8月3日 | Khemjira Pre Screaming | 泰國      | Royal Paragon Hall | [ 3 ] |

## 外部連結
- MyDramaList劇集介紹及劇評
- 豆瓣电影上《靈魂重生》的資料 （简体中文）